# OpenLearning
OpenLearning es una institución de tecnología educativa con ánimo de lucro establacida en Australia que ofrece una plataforma de aprendizaje social en línea que puede ofrecer cursos en línea masivos abiertos (MOOCs).
OpenLearning ha trabajado con la Universidad de Nueva Gales del Sur y la Universidad de Taylor para entregar los primeros MOOCs en Australia y Malasia respectivamente. 
En diciembre de 2013, OpenLearning lanzó un producto de software basado en la nube para que las compañías crearan portales educativos privados en su plataforma. 
En febrero de 2015, OpenLearning recaudó $ 1,7 millones en fondos liderados por el inversor Clive Mayhew, ICS Global que está en el ASX , Robin y Susan Yandle, y Hideaki Fukutake, director de la compañía de educación japonesa Benesse Holdings.
En junio de 2015, el Gobierno Federal de Australia anunció que realizaría su primer MOOC impartido por Open Learning.